# Campeonato Panamericano de Judo de 2014
El XXXIX Campeonato Panamericano de Judo se celebró en Guayaquil (Ecuador) entre el 24 y el 26 de abril de 2014 bajo la organización de la Confederación Panamericana de Judo.
En total se disputaron dieciséis pruebas diferentes, ocho masculinas y ocho femeninas.

## Resultados

### Masculino
| Evento  | Oro                             | Plata                           | Bronce                                                                 |
| ------- | ------------------------------- | ------------------------------- | ---------------------------------------------------------------------- |
| –55 kg  | Yandry Torres · Cuba            | Jesús Agüero · Venezuela        | Armando Maita · Venezuela · Cristian Toala · Ecuador                   |
| –60 kg  | Felipe Kitadai · Brasil         | Nabor Castillo · México         | Javier Peña · Cuba · Lenin Preciado · Ecuador                          |
| –66 kg  | Charles Chibana · Brasil        | Alonso Wong · Perú              | Wander Mateo · República Dominicana · Gilberto Solar · Cuba            |
| –73 kg  | Alex Pombo · Brasil             | Magdiel Estrada · Cuba          | Fernando Ibáñez · Ecuador · Nicholas Delpopolo · Estados Unidos        |
| –81 kg  | Victor Penalber · Brasil        | Antoine Valois-Fortier · Canadá | Travis Stevens · Estados Unidos · Iván Felipe Silva · Cuba             |
| –90 kg  | Tiago Camilo · Brasil           | Andy Granda · Cuba              | Cristian Gomera · República Dominicana · Jacob Larsen · Estados Unidos |
| –100 kg | José Armenteros · Cuba          | Luciano Corrêa · Brasil         | Rafael Buzacarini · Brasil · Dilyaver Sheykhislyamov · Canadá          |
| +100 kg | Rafael Carlos da Silva · Brasil | Óscar Brayson · Cuba            | David Moura · Brasil · Pedro Pineda · Venezuela                        |

### Femenino
| Evento | Oro                              | Plata                                    | Bronce                                                       |
| ------ | -------------------------------- | ---------------------------------------- | ------------------------------------------------------------ |
| –44 kg | Dayaris Mestre · Cuba            | Estefanía Soriano · República Dominicana | Sandra Ivonne Sánchez · México · Mónica Heredia · Ecuador    |
| –48 kg | María Celia Laborde · Cuba       | Sarah Menezes · Brasil                   | Paula Pareto · Argentina · Edna Carrillo · México            |
| –52 kg | Érika Miranda · Brasil           | Yanet Bermoy Acosta · Cuba               | Oritia González · Argentina · Mónica Hernández · México      |
| –57 kg | Marti Malloy Estados Unidos      | Rafaela Silva · Brasil                   | Ketleyn Quadros · Brasil · Aliuska Ojeda · Cuba              |
| –63 kg | Maricet Espinosa · Cuba          | Estefania García · Ecuador               | Leilani Akiyama · Estados Unidos · Andrea Gutiérrez · México |
| –70 kg | Yuri Alvear · Colombia           | Kelita Zupancic · Canadá                 | Vanessa Chalá · Ecuador · María Pérez · Puerto Rico          |
| –78 kg | Yalennis Castillo Ramírez · Cuba | Catherine Roberge · Canadá               | Ana Laura Portuondo-Isasi · Canadá · Samanta Soares · Brasil |
| +78 kg | Idalys Ortiz · Cuba              | Maria Altheman · Brasil                  | Rochele Nunes · Brasil · Marlín Viveros · Ecuador            |

## Medallero
| Núm. | País                 | Oro | Plata | Bronce | Total |
| ---- | -------------------- | --- | ----- | ------ | ----- |
| 1    | Brasil               | 7   | 4     | 5      | 16    |
| 2    | Cuba                 | 7   | 4     | 4      | 15    |
| 3    | Estados Unidos       | 1   | 0     | 4      | 5     |
| 4    | Colombia             | 1   | 0     | 0      | 1     |
| 5    | Canadá               | 0   | 3     | 2      | 5     |
| 6    | Ecuador              | 0   | 1     | 6      | 7     |
| 7    | México               | 0   | 1     | 4      | 5     |
| 8    | República Dominicana | 0   | 1     | 2      | 3     |
| 8    | Venezuela            | 0   | 1     | 2      | 3     |
| 10   | Perú                 | 0   | 1     | 0      | 1     |
| 11   | Argentina            | 0   | 0     | 2      | 2     |
| 12   | Puerto Rico          | 0   | 0     | 1      | 1     |
|      | TOTAL                | 16  | 16    | 32     | 64    |